# Microtus sachalinensis
Microtus sachalinensis är en däggdjursart som beskrevs av Vasin 1955. Microtus sachalinensis ingår i släktet åkersorkar och familjen hamsterartade gnagare. Inga underarter finns listade i Catalogue of Life. Arten är nära släkt med Microtus maximowiczii. Den tillhör undersläktet Alexandromys som i flera avhandlingar godkänns som släkte.

## Utseende
Exemplaren är utan svans 108 till 176 mm långa, svanslängden är 34 till 74 mm och vikten ligger vid 30 till 149 g. Djuret har 17 till 26 mm långa bakfötter, öron som är 10 till 21 mm stora och hannar är allmänt större än honor. Hos Microtus sachalinensis är ovansidan täckt av rödbrun päls och pälsen på undersidan är ljusgrå till vitaktig. Samma färguppdelning finns på svansen och den är tydlig. Artens diploida kromosomuppsättning består av 50 kromosomer (2n=50). Gnagaren skiljer sig från andra åkersorkar i avvikande detaljer av tänderna och av penisbenet.

## Utbredning och ekologi
Denna sork förekommer i norra och centrala delen av ön Sachalin i östra Ryssland. Den lever i öppna landskap med glest fördelade träd eller på skogsgläntor. Boet grävs vanligen i torr jord och ibland skapas ett nästa på markytan. Microtus sachalinensis äter främst örter och andra växtdelar som kompletteras med några blötdjur och fågelägg. Arten skapar ett förråd som kan väga upp till 10 kg. Honor har under årets varma tider upp till två kullar med 4 till 7 ungar per kull. Boet har vanligen flera tunnlar, ett sovrum med en diameter av 10 till 12 cm som ligger 10 till 20 cm under markytan samt upp till tre förvaringsrum med en diameter av cirka 35 cm. Dräktigheten varar i 17 till 20 dagar. Honor som föds tidig under sommaren kan ha en egen kull senare under samma år.

## Hot
Beståndet påverkas antagligen av petroleumutvinning. Utbredningsområdet är stort och på ön förekommer flera skyddszoner. IUCN kategoriserar arten globalt som livskraftig (LC).